# 大岡俊彦
大岡 俊彦（おおおか としひこ、1970年〈昭和45年〉 - ）は、日本の映画監督、CMディレクター。

## 略歴
大阪府出身。1997年電通テック入社。CMディレクターとしてデビューし、テレビドラマ、劇場用映画の監督・脚本も手がける。

## 作品

### CM
- クレハ NEWクレラップ
- 毎日新聞企業CM
- 公共広告機構「一人にならない。一人にさせない篇」

他多数。

### テレビドラマ
- 風魔の小次郎（監督・脚本）

### 映画
- いけちゃんとぼく（監督・脚本）

## 受賞歴
- メルボルン国際映画祭ファイナリスト
- フジサンケイ広告賞グランプリ